# Prasinocyma xanthopera
Prasinocyma xanthopera är en fjärilsart som beskrevs av Max Joseph Bastelberger 1909. Prasinocyma xanthopera ingår i släktet Prasinocyma och familjen mätare. Inga underarter finns listade i Catalogue of Life.